# جشن کتاب دست دوم کاندا

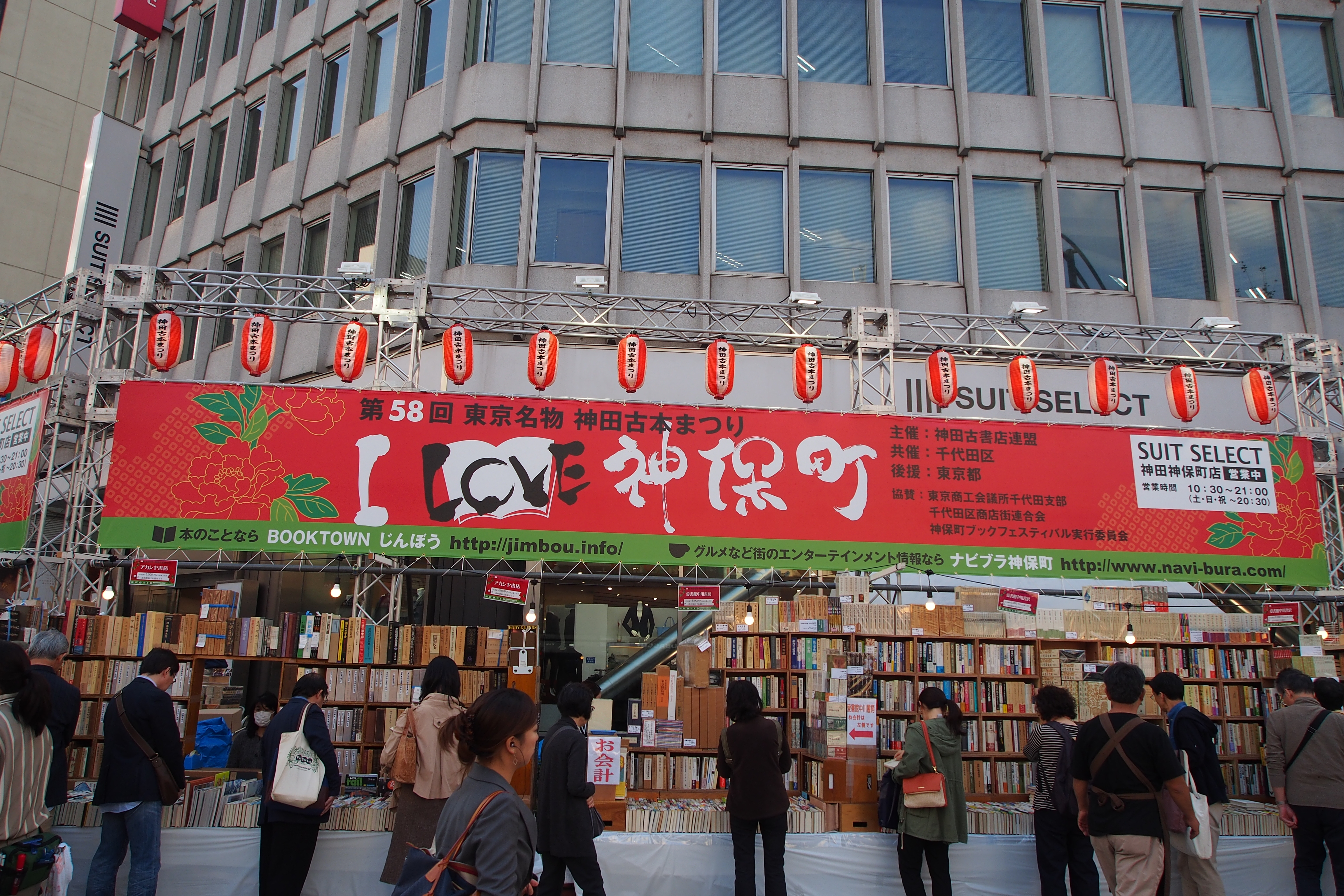
جشن کتاب دست دوم کاندا

جشن کتاب دست دوم کاندا (به ژاپنی: 神田古本まつり かんだふるほんまつり)، یک جشنواره به شکل بازار دست دوم فروشی و رویداد سنتی است که هر ساله در بخش جینبوچو، چیودا-کو، توکیو، توکیو در نوامبر و دسامبر برگزار می‌شود.